# Zelda (Vorname)
Zelda ist ein weiblicher Vorname.

## Namensträgerinnen
- Zelda Barron (1929–2006), britische Filmproduzentin, Drehbuchautorin und Regisseurin
- Zelda Fay D’Aprano (1928–2018), australische Gewerkschafterin und Aktivistin der Frauenbewegung
- Zelda Fitzgerald (1900–1948), US-amerikanische Autorin, Ehefrau des Schriftstellers F. Scott Fitzgerald
- Zelda Kaplan (1916–2012), US-amerikanische Stilikone und Frauenrechtlerin
- Zelda Metz-Kelbermann (1925–1980), polnische Überlebende des Vernichtungslagers Sobibór
- Zelda Schneurson Mishkovsky (1914–1984), israelische Lyrikerin
- Zelda Popkin (1898–1983), US-amerikanische Journalistin und Krimiautorin
- Zelda Rubinstein (1933–2010), US-amerikanische Schauspielerin
- Zelda Williams (* 1989), US-amerikanische Schauspielerin
- Zelda Wynn Valdes (1905–2001), US-amerikanische Modedesignerin und Kostümbildnerin